# Chirurdzy
Chirurdzy (ang. Grey’s Anatomy) – amerykański serial dramatyczny o tematyce medycznej, emitowany od 27 marca 2005 roku na antenie ABC, wymyślony przez Shondę Rhimes. Chociaż akcja serialu rozgrywa się w Seattle w stanie Waszyngton, zdjęcia kręcone są głównie w Los Angeles w Kalifornii i Vancouver w Kolumbii Brytyjskiej.
Serial jest mieszanką dramatu, komedii i filmu obyczajowego. Opowiada o życiu zawodowym i prywatnym grupy młodych lekarzy, pracujących na Oddziale Chirurgii w jednym ze szpitali klinicznych w Seattle. Mimo nieustannego boju o ciekawe przypadki medyczne i miejsce przy stole operacyjnym w charakterze asystentów potrafią nawiązać między sobą znajomości, a nawet przyjaźnie. Razem przeżywają sukcesy oraz porażki i to nie tylko te zawodowe. Dodatkowo każdy z bohaterów ma swoje tajemnice, które ujawniają się z czasem.
Główną postacią jest dr Meredith Grey (Ellen Pompeo). Nazwa serialu jest aluzją do jej nazwiska oraz podręcznika do anatomii człowieka Gray’s Anatomy wydanego po raz pierwszy w 1858 roku w Londynie przez Henry’ego Graya. W pewnym momencie serial zmienił się w bardziej zespołowy format, rozwijając wątki innych bohaterów. Tytuł każdego odcinka pochodzi od nazwy utworu muzycznego.
Niektóre z nazw używanych w serialu zostały przyjęte z codziennego życia – pseudonim „McDreamy” (pierwszy z serii, odnoszący się do Dereka Shepherda, nadany przez Cristinę Yang), „McSteamy” (pseudonim wymyślony przez stażystki, odnoszący się do Marka Sloana), „McHot” (nadany Addison Montgomery przez Alexa), „McDog” (nadany psu Meredith i Dereka), „McVet” (odnoszący się do Finna Dandridge’a) i ostatnio „McWidow” (odnoszący się do Cormaca Hayesa, nadany przez Cristinę).

## Emisja
Światową premierę miał 27 marca 2005. W Polsce serial można było oglądać od 1 lipca 2005 na antenie telewizji Polsat.
Natomiast odcinki powtórkowe można zobaczyć na kanałach: TVN 7, TVN Fabuła, Super Polsat, Polsat Seriale, Polsat 2, Polsat Rodzina, Polsat Café oraz Nowa TV.
Serial jest dostępny na platformie streamingowej Disney+.

## Sezony

### Seria 1. (2005)
Sezon pierwszy w Stanach Zjednoczonych rozpoczął się 27 marca 2005 na kanale ABC i zakończył się 22 maja 2005. Sezon oryginalnie miał liczyć 13 odcinków, ale ABC zdecydowało się wyemitować tylko 9, aby skończyć jego nadawanie razem z pierwszym sezonem serialu Gotowe na wszystko, emitowanym przed nim. Ostatnie 4 odcinki zostały zachowane i przeniesione do następnej serii (są to odcinki 2x01, 2x03, 2x04, 2x05).
Chirurdzy to serial o zmaganiach w życiu prywatnym i zawodowym pięciu stażystów. Początkowo poznajemy Meredith Grey, córkę słynnej chirurżki Ellis Grey, która zostaje stażystką w Seattle Grace Hospital. Już pierwszego dnia Meredith spóźnia się do pracy i okazuje się, że mężczyzna, z którym upojnie spędziła poprzednią noc, jest jej przełożonym.
Następnie spotykamy innych stażystów: ambitną Cristinę Yang, byłą modelkę Isobel „Izzie” Stevens, która próbuje pokazać, że poza urodą ma inne atuty, George’a O’Malleya, uznawanego za nieudacznika i Alexa Kareva, kryjącego się za maską arogancji. Rezydentką stażystów jest dr Miranda Bailey, nazywana „Kapo” (w angielskiej wersji językowej – Nazi).
Dalej poznajemy dr Dereka Shepherda, neurochirurga, który wdaje się w romans z Meredith, dr Prestona Burke’a, kardiochirurga, który walczy z Shepherdem o objęcie w przyszłości stanowiska po dr Richardzie Webberze, ordynatorze chirurgii, który jest dawnym przyjacielem i kochankiem matki Meredith. Odcinki zawierają również wątki romansu Burke’a z Cristiną, próby ukrycia choroby Alzheimera matki Meredith, a także skrywanej miłości George’a do Meredith. Sezon kończy się sceną, w której Derek przedstawia Meredith swoją żonę, dr Addison Montgomery-Shepherd, graną przez Kate Walsh.

### Seria 2. (2005–2006)
Sezon drugi w rozpoczął się 25 września 2005, a zakończył się w nocy z 14 na 15 maja 2006 i trwał prawie trzy godziny. Stacja ABC zamówiła 23 odcinki, zwiększając tym samym liczbę odcinków drugiego sezonu do 27. Liczba ta nie dotyczy jednak specjalnych odcinków „Straight From The Heart” oraz „Under Pressure”. Odcinek zatytułowany „Bring the Pain”, który został pokazany jako 14. część, był cytowany w blogu autorki Shondy Rhimes jako ten, który miał być odcinkiem finałowym pierwszej serii.
Fabuła sezonu skupia się na relacjach pomiędzy Meredith Grey a Derekiem Shepherdem, które stają się oschłe po ujawnieniu, że Derek ma żonę. Preston Burke i Cristina Yang pogłębiają swoją znajomość, podobnie jak Izzie Stevens i Alex Karev, mimo to Izzie zakochuje się później w swoim pacjencie Dennym Duquette. Dr Miranda Bailey zachodzi w ciążę i dowiadujemy się także nowych faktów o rodzinie Meredith.
Przez kilka tygodni po odcinku wyemitowanym po Pucharze Super Bowl serial przyciągał więcej widzów niż Gotowe na wszystko.

### Seria 3. (2006–2007)
Sezon trzeci rozpoczął się 21 września 2006 i zakończył się 17 maja 2007. Premierowy odcinek został obejrzany przez 25,14 miliona widzów, w tym 10,9 miliona w wieku 18–49 lat, wyprzedzając widownię premierowego odcinka CSI. Do głównej obsady serialu dołączyli Sara Ramirez jako dr Callie Torres oraz Eric Dane jako dr Mark Sloan, którzy występowali już w drugiej połowie poprzedniego sezonu. Sezon liczy 25 odcinków.
W finale sezonu ślub Cristiny i Prestona został odwołany w czasie ceremonii kościelnej. Dr Webber, w wyniku rezygnacji Sheperda z proponowanej mu funkcji, odzyskał pozycję ordynatora chirurgii, a w rywalizacji o posadę szefa rezydentów zwyciężyła dr Calliope Torres. Nierozwiązane zostały wątki związku pomiędzy Meredith a Derekiem, a także trójkąta Callie, George’a i Izzie. Po otrzymaniu wyników testów, okazało się, że jedynie O’Malley nie zdał, co stawiało pod znakiem zapytania jego dalszą rolę w serialu. Podczas gdy dotychczasowi stażyści zostali rezydentami, pojawili się nowi stażyści, w tym przyrodnia siostra Meredith – Lexie Grey, grana przez Chyler Leigh. Postać Addison Montgomery oficjalnie przenosi się do Los Angeles jako główna bohaterka nowego serialu ABC Prywatna Praktyka.

### Seria 4. (2007–2008)
Sezon czwarty rozpoczął się 27 września 2007 i zakończył się 22 maja 2008 dwuczęściowym odcinkiem zatytułowanym „Freedom”. Po raz pierwszy w historii serialu zachodzą zmiany w obsadzie, po odejściu dwóch głównych postaci. 7 czerwca stacja ABC ogłosiła, że nie przedłuża kontraktu z Isaiahem Washingtonem, zaś 11 czerwca, że Chyler Leigh, była gwiazda serialu Reunion, zostanie na stałe w obsadzie, a nie jak początkowo planowano tylko w 13 odcinkach. 16 czerwca Shonda Rhimes zaprzeczyła plotkom, jakoby rolę Isaiaha Washingtona miał otrzymać inny aktor, co oznaczało ostateczne wycofanie postaci Burke’a. Ogłoszono również, że trwają poszukiwania aktora do roli postaci, która miałaby rywalizować z Derekiem Sheperdem. W oficjalnym blogu, twórczyni serialu zasugerowała, że Mark Sloan w czwartym sezonie stanie się ważniejszą postacią. Brooke Smith również dołącza do obsady głównej jako dr Erica Hahn. Sezon został przerwany przez strajk scenarzystów, w wyniku którego wyprodukowano tylko 17 odcinków, zamiast 23 planowanych.

### Seria 5. (2008–2009)
Prace na planie zdjęciowym sezonu piątego rozpoczęły się 25 czerwca 2008. Dwuodcinkowa premiera w Stanach Zjednoczonych odbyła się 25 września, a finał 14 maja 2009. Postać Brooke Smith zostaje wycofana z serialu. Kevin McKidd dołącza do obsady głównej jako dr mjr Owen Hunt, a Jessica Capshaw w drugoplanowej roli dr Arizony Robbins. Sezon liczy 24 odcinki.

### Seria 6. (2009–2010)
Sezon szósty rozpoczął się 24 września 2009 i zakończył się 20 maja 2010. 22 czerwca 2009 informacja na temat odejścia T.R.Knight’a została oficjalnie potwierdzona i aktor nie wystąpił w szóstym sezonie. Jessica Capshaw awansuje do obsady głównej. Do serialu dołącza Kim Raver jako dr Teddy Altman, najlepsza przyjaciółka Owena Hunta, która specjalizuje się w kardiochirurgii i jest weteranką z Iraku. Po fuzji ze szpitalem Mercy West Medical Center zostali przysłani nowi rezydenci: Reed Adamson (Nora Zehetner), Charles Denman (Robert Baker), Jackson Avery (Jesse Williams) i April Kepner (Sarah Drew). Z serialem żegna się Katherine Heigl. Sezon liczy 24 odcinki, ostatnie dwa zostały wyemitowane razem.

### Seria 7. (2010–2011)
14 maja stacja ABC ogłosiła, że sezon siódmy rozpocznie się 23 września 2010 w Stanach Zjednoczonych. Finałowy odcinek wyemitowano 19 maja 2011. Sarah Drew i Jesse Williams dołączyli do głównej obsady serialu. Odcinek zatytułowany „Song Beneath the Song” jest odcinkiem musicalowym. Sezon liczy 22 odcinki.

### Seria 8. (2011–2012)
Sezon ósmy rozpoczął się dwuodcinkową premierą 22 września 2011 i zakończył się 17 maja 2012. W 15. odcinku sezonu zobaczymy Amelię (Caterina Scorsone) – młodszą siostrę Dereka, która prosi o pomoc w operacji. Z serialu odchodzi Kim Raver i Chyler Leigh. Sezon liczy 24 odcinki. Ostatni nosi tytuł „Flight”.
Gdy rezydenci wyjeżdżają na egzaminy, Lexie zamierza wyznać Markowi miłość. W tym samym czasie April ma romans z Jacksonem. Kepner ma z tego powodu wyrzuty sumienia. Po powrocie do Seattle otrzymują wyniki egzaminu. Wszyscy zdali oprócz April, która jest załamana. Lexie wyznaje Markowi miłość, lecz pojawia się Julia, dziewczyna Sloana, okulistka ze Seattle Pres. W przedostatnim odcinku Webber mówi Alexowi, że ma szanse dostać się na Hopkins. Lekarze mają lecieć na operację do Boise, Arizona dowiaduje się o planach Alexa na Hopkins i nie pozwala mu lecieć. Do Boise polecieli Derek, Mark, Meredith, Lexie, Arizona i Cristina. Samolot się rozbił. W finale sezonu Mark wyznaje miłość Lexie Grey, jednak ta umiera. O tym, czy ktoś jeszcze umrze, dowiadujemy się w 9. sezonie.

### Seria 9. (2012–2013)
Premiera sezonu dziewiątego w stacji ABC odbyła się 27 września 2012. Eric Dane odchodzi z serialu, występuje tylko w dwóch pierwszych odcinkach. Sezon liczy 24 odcinki.
Szpital po tragedii, jaka spotkała lekarzy, boryka się z problemami finansowymi. Ma zostać sprzedany korporacji. Derek, Meredith, Cristina, Arizona i Callie, w imieniu Marka, który nie żyje, chcą kupić szpital, lecz nie mają wystarczająco dużo gotówki. Z pomocą przychodzi dr Catherine Avery, która decyduje się zainwestować pieniądze pochodzące z Fundacji Harpera Avery’ego, ale pod jednym warunkiem: Jackson, jej syn, zostanie przedstawicielem zarządu. W 17. odcinku Jackson zmienia nazwę szpitala ze Seattle Grace Mercy West Hospital na Grey-Sloan Memorial Hospital. W ostatnim odcinku „Perfect Storm” trwa gwałtowna burza. Na izbę przyjęć przybywa coraz więcej pacjentów. Szpital zostaje pozbawiony prądu. Meredith rodzi syna, lecz sama musi poddać się operacji. W ostatniej scenie w szpitalu pojawia się prąd. Życie dr Webbera jest zagrożone, a stażystka Heather Brooks (Tina Majorino) umiera.

### Seria 10. (2013–2014)
Sezon dziesiąty rozpoczął się 26 września 2013 i zakończył się 15 maja 2014. Sezon liczy 24 odcinki, podzielone na dwie części po 12 odcinków. Premierę wiosenną zaplanowano na 27 lutego 2014. Camilla Luddington, Gaius Charles, Jerrika Hinton i Tessa Ferrer dołączyli do obsady głównej. Sandra Oh odchodzi z serialu, ponieważ postanowiła nie przedłużać kontraktu. James Remar wystąpił gościnnie w kilku odcinkach, a jego rola była owiana tajemnicą. Ellen Pompeo i Patrick Dempsey podpisali z ABC Studios dwuletnią umowę na sezon 11 i 12. Paul James dołączył do obsady serialu, natomiast Heaven White gościnnie wcieli się w rolę Zoli.

### Seria 11. (2014–2015)
8 maja 2014 roku, stacja ABC ogłosiła zamówienie jedenastego sezonu. Premiera sezonu została zaplanowana na 25 września 2014. Caterina Scorsone awansowana do głównej obsady serialu, razem z Kelly McCreary w roli przyrodniej siostry Meredith i córki Richarda – dr Maggie Pierce. Kate Burton ponownie wystąpiła jako Ellis Grey, a Geena Davis dołącza do obsady. Connie Ray wystąpiła gościnnie w roli matki April Kepner, Karen. Shonda Rhimes zaplanowała w tym sezonie pare odcinków retrospekcyjnych, gdzie Sally Pressman zagrała młodą Ellis Grey. Wcześniej tę rolę grała Sarah Paulson, która ze względu na zobowiązania wobec serialu American Horror Story nie mogła ponowie zagrać w Chirurgach. Z serialu odchodzi Patrick Dempsey. Sezon liczy 25 odcinków.

### Seria 12. (2015–2016)
7 maja 2015 roku, stacja ABC ogłosiła zamówienie dwunastego sezonu. Premiera sezonu została zaplanowana na 24 września 2015. Jason George awansował do głównej obsady, natomiast Martin Henderson dołączył do serialu w roli dr Nathana Riggsa, dawnego przyjaciela Owena Hunta. Giacomo Gianniotti wcieli się w nowego stażystę, włocha Andrew DeLucę. Z serialu odchodzi Sara Ramirez. Sezon liczy 24 odcinki.

### Seria 13. (2016–2017)
4 marca 2016 roku, stacja ABC ogłosiła zamówienie trzynastego sezonu. Premiera sezonu została zaplanowana na 22 września 2016. Z serialu odchodzi Jerrika Hinton. Sezon liczy 24 odcinki.

### Seria 14. (2017–2018)
10 lutego 2017 roku, stacja ABC ogłosiła zamówienie czternastego sezonu. Premiera sezonu została zaplanowana na 28 września 2017. Z serialu odchodzi Martin Henderson, Jessica Capshaw i Sarah Drew. Postać Jasona George’a zostaje przeniesiona do spin-offu Jednostka 19. Sezon liczy 24 odcinki.

### Seria 15. (2018–2019)
21 kwietnia 2018 roku, stacja ABC ogłosiła zamówienie piętnastego sezonu. Premiera sezonu została zaplanowana na 27 września 2018. Do obsady głównej, po kilku latach nieobecności, powraca Kim Raver. Sezon liczy 25 odcinków.

### Seria 16. (2019–2020)
10 maja 2019 roku, stacja ABC ogłosiła zamówienie szesnastego i siedemnastego sezonu. Premiera, zgodnie z planem, odbyła się 26 września 2019. Greg Germann, Jake Borelli oraz Chris Carmack awansują do obsady głównej. W styczniu 2020 roku, Justin Chambers ogłosił, że odchodzi z serialu. Produkcja została wstrzymana z powodu pandemii koronawirusa na świecie, w wyniku czego ekipa zdołała ukończyć 21 odcinków, zamiast 25 planowanych. 27 marca ogłoszono, że 21. odcinek będzie finałem sezonu. Szesnasty sezon stał się pierwszym, niekończącym się w maju przez całe 15 lat istnienia serialu. Pandemia sprawiła, że jest jednym z najkrótszych sezonów; tylko pierwszy, czwarty, siedemnasty i dwudziesty liczą mniej odcinków.

### Seria 17. (2020–2021)
Opóźnione z powodu pandemii koronawirusa jesienne premiery przesunięto na listopad. Dwugodzinną premierę siedemnastego sezonu zaplanowano na 12 listopada 2020. 30 lipca Richard Flood i Anthony Hill oficjalnie awansowali do obsady głównej. W tym sezonie w roli drugoplanowej powrócił Patrick Dempsey, natomiast T.R. Knight, Chyler Leigh, Eric Dane oraz Sarah Drew powtórzyli swoje role jako goście specjalni. Giacomo Gianniotti i Jesse Williams odchodzą z serialu, a Greg Germann zostaje zdegradowany do roli gościnnej. Sezon liczy 17 odcinków.

### Seria 18. (2021–2022)
10 maja 2021 roku, stacja ABC ogłosiła zamówienie osiemnastego sezonu. Premiera, zgodnie z planem, odbyła się 30 września 2021. Sezon naznaczony jest powrotem Kate Walsh w roli dr Addison Montgomery, pierwszy raz od jej ostatniego występu w ósmym sezonie. Tymczasem Scott Speedman pojawia się w głównej obsadzie jako dr Nick Marsh, postać, którą zagrał gościnnie w czternastym sezonie. Richard Flood odchodzi z serialu w połowie sezonu. Sarah Drew i Jesse Williams powrócili gościnnie w ostatnim odcinku. To pierwszy sezon od czasów szóstego, w którym odbył się dwugodzinny finał. Sezon liczy 20 odcinków. 

### Seria 19. (2022–2023)
10 stycznia 2022 roku, stacja ABC ogłosiła zamówienie dziewiętnastego sezonu. Premiera odbyła się 6 października 2022. Pod koniec lipca ogłoszono, że do stałej obsady serialu dołącza aż pięcioro nowych aktorów (Niko Terho, Harry Shum Jr., Adelaide Kane, Alexis Floyd oraz Midori Francis), co stanowi największą liczbę nowych głównych postaci do tej pory. Wszyscy portretują grupę nowych stażystów w szpitalu, co oznacza, że cała piątka obejmuje dwóch mężczyzn i trzy kobiety, podobnie jak pierwotna grupa stażystów, od której rozpoczął się cały serial. 3 sierpnia ujawniono, że Ellen Pompeo wystąpi w tym sezonie w ograniczonej liczbie odcinków (łącznie w ośmiu) ze względu na chęć podjęcia nowych wyzwań i podpisanie kontraktu z nową produkcją Hulu, jednak nadal pozostanie narratorką większości odcinków. 17 marca 2023 Kelly McCreary ogłosiła, że opuszcza produkcję po 9 latach. Sezon zakończony dwugodzinnym finałem. Sezon liczy 20 odcinków. 

### Seria 20. (2024)
24 marca 2023 roku, stacja ABC ogłosiła zamówienie dwudziestego sezonu. Strajki Amerykańskiej Gildii Scenarzystów, w których uczestniczyli również aktorzy, spowodowały kilkumiesięczne opóźnienie w produkcji. Choć prace wznowiono na początku października, aktorzy wrócili na plan dopiero 15 listopada 2023. Premiera odbyła się 14 marca 2024. 10 lutego 2024 ogłoszono, że Jessica Capshaw powróci w roli gościnnej jako dr Arizona Robbins. To jeden z najkrótszych sezonów w historii serialu, liczący zaledwie 10 odcinków.

### Seria 21. (2024–2025)
2 kwietnia 2024 roku, stacja ABC ogłosiła zamówienie dwudziestego pierwszego sezonu. Premiera odbędzie się 26 września 2024. 13 i 15 maja 2024 ogłoszono, że odpowiednio Jake Borelli i Midori Francis opuszczą serial po dwudziestym sezonie i toczą się negocjacje, aby mogli powrócić w sezonie dwudziestym pierwszym, aby zakończyć swoje wątki. Głównym powodem ich odejścia były cięcia budżetowe. 12 czerwca 2024 magazyn Deadline ogłosił, że Jason George ponownie awansował do głównej obsady serialu po zakończeniu produkcji Jednostki 19. Zapowiedziano również, że Ellen Pompeo i Scott Speedman będą pojawiać się częściej niż w poprzednich odcinkach. 15 sierpnia 2024 ogłoszono, że po 17 latach przerwy do serialu powróci Kali Rocha w drugoplanowej roli dr Sydney Heron, w którą ostatni raz się wcieliła w sezonie czwartym.

### Sezon 22. (2025–2026)
- Wszystkie sezony serialu emitowane są przez stację FX i kanały Polsatu[a] oraz są dostępne na platformie streamingowej Disney+[52].

## Obsada
Występ:
     Główny (wymieniony w czołówce)
     Drugoplanowy (3+ odcinki)
     Gościnny (1–2 odcinki)

### Główna
| Aktor              | Postać             | Sezon | Sezon | Sezon | Sezon | Sezon | Sezon | Sezon | Sezon | Sezon | Sezon | Sezon | Sezon | Sezon | Sezon | Sezon | Sezon | Sezon | Sezon | Sezon | Sezon | Sezon |
| Aktor              | Postać             | 1     | 2     | 3     | 4     | 5     | 6     | 7     | 8     | 9     | 10    | 11    | 12    | 13    | 14    | 15    | 16    | 17    | 18    | 19    | 20    | 21    |
| ------------------ | ------------------ | ----- | ----- | ----- | ----- | ----- | ----- | ----- | ----- | ----- | ----- | ----- | ----- | ----- | ----- | ----- | ----- | ----- | ----- | ----- | ----- | ----- |
| Ellen Pompeo       | Meredith Grey      | □     | □     | □     | □     | □     | □     | □     | □     | □     | □     | □     | □     | □     | □     | □     | □     | □     | □     | □     | □     | □     |
| Sandra Oh          | Cristina Yang      | □     | □     | □     | □     | □     | □     | □     | □     | □     | □     |       |       |       |       |       |       |       |       |       |       |       |
| Katherine Heigl    | Izzie Stevens      | □     | □     | □     | □     | □     | □     |       |       |       |       |       |       |       |       |       |       |       |       |       |       |       |
| Justin Chambers    | Alex Karev         | □     | □     | □     | □     | □     | □     | □     | □     | □     | □     | □     | □     | □     | □     | □     | □     |       |       |       |       |       |
| T.R. Knight        | George O’Malley    | □     | □     | □     | □     | □     |       |       |       |       |       |       |       |       |       |       |       | □     |       |       |       |       |
| Chandra Wilson     | Miranda Bailey     | □     | □     | □     | □     | □     | □     | □     | □     | □     | □     | □     | □     | □     | □     | □     | □     | □     | □     | □     | □     | □     |
| James Pickens Jr.  | Richard Webber     | □     | □     | □     | □     | □     | □     | □     | □     | □     | □     | □     | □     | □     | □     | □     | □     | □     | □     | □     | □     | □     |
| Isaiah Washington  | Preston Burke      | □     | □     | □     |       |       |       |       |       |       | □     |       |       |       |       |       |       |       |       |       |       |       |
| Patrick Dempsey    | Derek Shepherd     | □     | □     | □     | □     | □     | □     | □     | □     | □     | □     | □     |       |       |       |       |       | □     |       |       |       |       |
| Kate Walsh         | Addison Montgomery | □     | □     | □     | □     | □     | □     | □     | □     |       |       |       |       |       |       |       |       |       | □     | □     |       |       |
| Sara Ramirez       | Callie Torres      |       | □     | □     | □     | □     | □     | □     | □     | □     | □     | □     | □     |       |       |       |       |       |       |       |       |       |
| Eric Dane          | Mark Sloan         |       | □     | □     | □     | □     | □     | □     | □     | □     |       |       |       |       |       |       |       | □     |       |       |       |       |
| Chyler Leigh       | Lexie Grey         |       |       | □     | □     | □     | □     | □     | □     |       |       |       |       |       |       |       |       | □     |       |       |       |       |
| Brooke Smith       | Erica Hahn         |       | □     | □     | □     | □     |       |       |       |       |       |       |       |       |       |       |       |       |       |       |       |       |
| Kevin McKidd       | Owen Hunt          |       |       |       |       | □     | □     | □     | □     | □     | □     | □     | □     | □     | □     | □     | □     | □     | □     | □     | □     | □     |
| Jessica Capshaw    | Arizona Robbins    |       |       |       |       | □     | □     | □     | □     | □     | □     | □     | □     | □     | □     |       |       |       |       |       | □     |       |
| Kim Raver          | Teddy Altman       |       |       |       |       |       | □     | □     | □     |       |       |       |       |       | □     | □     | □     | □     | □     | □     | □     | □     |
| Sarah Drew         | April Kepner       |       |       |       |       |       | □     | □     | □     | □     | □     | □     | □     | □     | □     |       |       | □     | □     |       |       |       |
| Jesse Williams     | Jackson Avery      |       |       |       |       |       | □     | □     | □     | □     | □     | □     | □     | □     | □     | □     | □     | □     | □     | □     |       | □     |
| Camilla Luddington | Jo Wilson          |       |       |       |       |       |       |       |       | □     | □     | □     | □     | □     | □     | □     | □     | □     | □     | □     | □     | □     |
| Gaius Charles      | Shane Ross         |       |       |       |       |       |       |       |       | □     | □     |       |       |       |       |       |       |       |       |       |       |       |
| Jerrika Hinton     | Stephanie Edwards  |       |       |       |       |       |       |       |       | □     | □     | □     | □     | □     |       |       |       |       |       |       |       |       |
| Tessa Ferrer       | Leah Murphy        |       |       |       |       |       |       |       |       | □     | □     |       |       | □     |       |       |       |       |       |       |       |       |
| Caterina Scorsone  | Amelia Shepherd    |       |       |       |       |       |       | □     | □     |       | □     | □     | □     | □     | □     | □     | □     | □     | □     | □     | □     | □     |
| Kelly McCreary     | Maggie Pierce      |       |       |       |       |       |       |       |       |       | □     | □     | □     | □     | □     | □     | □     | □     | □     | □     | □     |       |
| Jason George       | Benjamin Warren    |       |       |       |       |       | □     | □     | □     | □     | □     | □     | □     | □     | □     | □     | □     | □     | □     | □     | □     | □     |
| Martin Henderson   | Nathan Riggs       |       |       |       |       |       |       |       |       |       |       |       | □     | □     | □     |       |       |       |       |       |       |       |
| Giacomo Gianniotti | Andrew DeLuca      |       |       |       |       |       |       |       |       |       |       | □     | □     | □     | □     | □     | □     | □     |       |       |       |       |
| Greg Germann       | Thomas Koracick    |       |       |       |       |       |       |       |       |       |       |       |       |       | □     | □     | □     | □     | □     | □     |       |       |
| Jake Borelli       | Levi Schmitt       |       |       |       |       |       |       |       |       |       |       |       |       |       | □     | □     | □     | □     | □     | □     | □     | □     |
| Chris Carmack      | Atticus Lincoln    |       |       |       |       |       |       |       |       |       |       |       |       |       |       | □     | □     | □     | □     | □     | □     | □     |
| Richard Flood      | Cormac Hayes       |       |       |       |       |       |       |       |       |       |       |       |       |       |       |       | □     | □     | □     |       |       |       |
| Anthony Hill       | Winston Ndugu      |       |       |       |       |       |       |       |       |       |       |       |       |       |       |       | □     | □     | □     | □     | □     | □     |
| Scott Speedman     | Nick Marsh         |       |       |       |       |       |       |       |       |       |       |       |       |       | □     |       |       |       | □     | □     | □     | □     |
| Alexis Floyd       | Simone Griffith    |       |       |       |       |       |       |       |       |       |       |       |       |       |       |       |       |       |       | □     | □     | □     |
| Harry Shum Jr.     | Benson Kwan        |       |       |       |       |       |       |       |       |       |       |       |       |       |       |       |       |       |       | □     | □     | □     |
| Adelaide Kane      | Jules Millin       |       |       |       |       |       |       |       |       |       |       |       |       |       |       |       |       |       |       | □     | □     | □     |
| Midori Francis     | Mika Yasuda        |       |       |       |       |       |       |       |       |       |       |       |       |       |       |       |       |       |       | □     | □     | □     |
| Niko Terho         | Lucas Adams        |       |       |       |       |       |       |       |       |       |       |       |       |       |       |       |       |       |       | □     | □     | □     |

## Muzyka
Tytułowa muzyka serialu to część utworu „Cosy in the Rocket”, brytyjskiej grupy Psapp. Wykorzystana w czołówce w sezonach 1–3, 7 i 14 oraz podczas napisów końcowych każdego odcinka.

## Nagrody

### Zwycięski
Złoty Glob:
- Najlepszy serial telewizyjny – kat. dramat: Grey’s Anatomy (2007)
- Najlepsza rola drugoplanowa w serialu, miniserialu lub filmie wyprodukowanym dla telewizji: Sandra Oh (2006)

Nagrody Związku Aktorów:
- Najlepsza rola żeńska w serialu dramatycznym: Sandra Oh (2006)
- Najlepsza rola żeńska w serialu dramatycznym: Chandra Wilson (2007)
- Najlepsza obsada aktorska w serialu telewizyjnym: Grey’s Anatomy (2007)

Nagrody TV Land:
- Future Classic (2006)

Nagrody NAACP Image:
- Najlepszy serial dramatyczny (2006, 2007)
- Najlepsza rola męska w serialu dramatycznym: Isaiah Washington (2006, 2007)
- Najlepsza drugoplanowa rola żeńska w serialu dramatycznym: Chandra Wilson (2007)

Nagrody Krytyków Radiowych i Telewizyjnych:
- Program Roku (2006)

Nagrody Emmy:
- Najlepsza obsada w serialu dramatycznym: Linda Lowy, John Brace (2006)
- Najlepsza aktorka drugoplanowa w serialu dramatycznym: Katherine Heigl (2007)

Nagrody People’s Choice:
- Ulubiony dramat telewizyjny: Grey’s Anatomy (2007)
- Ulubiona postać „kradnąca sceny”: Chandra Wilson (2008)
- Ulubiona telewizyjna aktorka dramatyczna: Katherine Heigl (2010)
- Ulubiony dramat telewizyjny: Grey’s Anatomy (2013)
- Ulubiona telewizyjna aktorka dramatyczna: Ellen Pompeo (2013)

Nagroda Satelita:
- Najlepszy zespół aktorski w serialu (2006)
- Najlepsza aktorka w serialu dramatycznym: Ellen Pompeo (2007)

Entertainment Weekly:
- Entertainers of the Year: Cast of Grey’s Anatomy (2007)

Związek Producentów:
- Najlepszy serial telewizyjny – kat. dramat: Grey’s Anatomy (2007)

### Nominowany
Nagrody Emmy:
- Wyróżniający się serial dramatyczny: (2006)
- Wyróżniająca się reżyseria serialu dramatycznego: Peter Horton (A Hard Day’s Night) (2005)
- Wyróżniająca się obsada serialu dramatycznego: Linda Lowy, John Brace (2005, 2006)
- Wyróżniająca się żeńska rola drugoplanowa w serialu dramatycznym: Sandra Oh (2005, 2006, 2008)
- Wyróżniająca się żeńska rola drugoplanowa w serialu dramatycznym: Chandra Wilson (2006, 2008)
- Wyróżniająca się rola gościnna w serialu dramatycznym: Kate Burton (Ellis Grey) (2006)
- Wyróżniająca się rola gościnna w serialu dramatycznym: Christina Ricci (Hannah paramedyk) (2006)
- Wyróżniająca się rola gościnna w serialu dramatycznym: Kyle Chandler (Dylan Young) (2006)
- Wyróżniająca się rola gościnna w serialu dramatycznym: Sharon Lawrence (Robbie Stevens- matka Izzie)(2008)
- Wyróżniający się scenariusz serialu: Shonda Rhimes (It’s the End Of The World, As We Know It ) (2006)
- Wyróżniający się scenariusz serialu: Krista Vernoff (Into You Like A Train) (2006)

Golden Globe:
- Najlepszy serial telewizyjny (2006)
- Najlepszy aktor w serialu telewizyjnym: Patrick Dempsey (2006, 2007)
- Najlepsza aktorka w serialu telewizyjnym: Ellen Pompeo (2007)
- Najlepsza żeńska rola drugoplanowa w serialu: Katherine Heigl (2007)

Nagrody Image:
- Wybitna żeńska rola drugoplanowa w serialu: Chandra Wilson (2006, 2007)
- Wybitna męska rola drugoplanowa w serialu: James Pickens Jr. (2006, 2007)
- Wybitny serial (2007)
- Wybitny aktor w serialu: Isaiah Washington (2007)
- Wybitny scenariusz dramatyczny serialu: Shonda Rhimes (It’s the End Of The World, As We Know It) (2007)

People’s Choice Award:
- Ulubiony serial dramatyczny: Grey’s Anatomy (2009)
- Ulubiona serial dramatyczny: Grey’s Anatomy (2010)
- Ulubiony telewizyjny aktor dramatyczy: Patrick Dempsey (2010)

Nagroda Satelita:
- Najlepszy serial dramatyczny (2005)
- Najlepsza aktorka drugoplanowa w serialu, miniserialu lub filmie telewizyjnym: Sandra Oh (2005)
- Najlepszy serial dramatyczny (2007)
- Najlepsza aktorka drugoplanowa w serialu, miniserialu lub filmie telewizyjnym: Chandra Wilson (2007)
- Najlepszy aktor drugoplanowy w serialu, miniserialu lub filmie telewizyjnym: T.R. Knight (2007)
- Najlepsza aktorka drugoplanowa w serialu, miniserialu lub filmie telewizyjnym: Chandra Wilson (2008)

Nagrody Grammy:
- Najlepszy album ze ścieżką dźwiękową dla programu telewizyjnego: Alexandra Patsavas, Mitchell Leib (2007)

## DVD (polskie)

### Sezon 1
- Tytuł polski: Chirurdzy – Sezon 1
- Tytuł oryginalny: Grey’s Anatomy – Season 1
- Data wydania: 2007-12-07
- Dźwięk: DD 5.1, DD 2.0
- Obraz: 1.78:1
- Język oryginalny: angielski
- Język: polski, węgierski
- Napisy: angielskie, polskie, portugalskie, czeskie, węgierskie, hebrajskie, greckie, bułgarskie, tureckie, słowackie, arabskie, rumuńskie, serbskie, chorwackie, słoweńskie
- Długość: 369 min
- Liczba płyt: 2

### Sezon 2
- Tytuł polski: Chirurdzy – Kompletny Sezon 2
- Tytuł oryginalny: Grey’s Anatomy – Season 2
- Data wydania: 2008-10-14
- Dźwięk: 5.1 (angielski), 2.0 (polski lektor), 2.0 (węgierski)
- Obraz: 1.78:1
- Język oryginalny: angielski
- Język: polski, węgierski
- Napisy: angielskie, polskie, węgierskie, hebrajskie, greckie, tureckie
- Długość: 1107 min
- Liczba płyt: 7

### Sezon 3
- Tytuł polski: Chirurdzy – Poważnie Rozszerzony Sezon 3
- Tytuł oryginalny: Grey’s Anatomy – Season 3
- Data wydania: 2008-11-25
- Dźwięk: 5.1 (angielski), 2.0 (polski lektor), 2.0 (węgierski), 2.0 (czeski), 2.0 (rosyjski)
- Obraz: 1.78:1
- Język oryginalny: angielski
- Język: polski, węgierski
- Napisy: angielskie, polskie, portugalskie, czeskie, węgierskie, hebrajskie, greckie, bułgarskie, tureckie, słowackie, rosyjskie, ukraińskie, arabskie, rumuńskie, serbskie, chorwackie, słoweńskie
- Długość: 1025 min
- Liczba płyt: 7

### Sezon 4
- Tytuł polski: Chirurdzy – Sezon 4
- Tytuł oryginalny: Grey’s Anatomy – Season 4
- Data wydania: 2009-03-17 (Premiera w Polsce)
- Dźwięk: 5.1 (angielski), 2.0 (polski lektor), 2.0 (węgierski), 2.0 (czeski), 2.0 (rosyjski)
- Obraz: 1.78:1
- Język oryginalny: angielski
- Język: polski, węgierski
- Napisy: angielskie, polskie, tureckie, węgierskie
- Długość: 697 min
- Liczba płyt: 5

### Sezon 5
- Tytuł polski: Chirurdzy – Sezon 5
- Tytuł oryginalny: Grey’s Anatomy – Season 5
- Data wydania: 2010-02-19 (Premiera w Polsce)
- Dźwięk: 5.1 (angielski), 2.0 (polski lektor), 2.0 (czeski)
- Obraz: 1.78:1
- Język oryginalny: angielski
- Język: polski, węgierski DD 5.1 angielski, polski (lektor), DD 2.0 czeski
- Napisy: polskie
- Długość: 1092 min
- Liczba płyt: 7

### Sezon 6
- Tytuł polski: Chirurdzy – Sezon 6
- Tytuł oryginalny: Grey’s Anatomy – Season 6
- Data wydania: 2011-02-11 (Premiera w Polsce)
- Dźwięk: polski 2.0, angielski 5.1, czeski 2.0, węgierski 2.0
- Obraz: 1.78:1
- Język oryginalny: angielski
- Język: węgierski DD 5.1 angielski, polski (lektor), DD 2.0 czeski
- Napisy: polskie, angielskie, czeskie, węgierskie
- Długość: 1009 min
- Liczba płyt: 6

### Sezon 7
- Tytuł polski: Chirurdzy – Sezon 7
- Tytuł oryginalny: Grey’s Anatomy – Season 7
- Data wydania: 2012-03-09 (Premiera w Polsce)
- Dźwięk: DD 5.1 angielski, polski lektor, DD 2.0 czeski
- Obraz: 1.78:1
- Język oryginalny: angielski
- Język: DD 5.1 angielski, polski (lektor), DD 2.0 czeski
- Napisy: polskie, angielskie
- Długość: 905 min
- Liczba płyt: 6

### Sezon 8
- Tytuł polski: Chirurdzy – Sezon 8
- Tytuł oryginalny: Grey’s Anatomy – Season 8
- Data wydania: 2013-03-08 (Premiera w Polsce)
- Dźwięk: DD 5.1 angielski, DD 2.0 polski
- Obraz: 1.78:1
- Język oryginalny: angielski
- Język: DD 5.1 angielski, DD 2.0 polski (lektor)
- Napisy: polskie, angielskie
- Długość: 905 min
- Liczba płyt: 6